# 傅铜

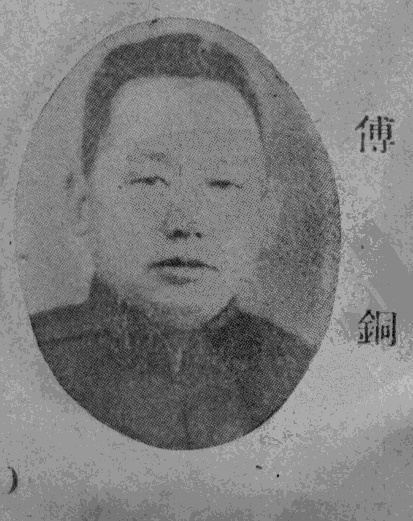
傅铜

傅铜（1886年—1970年），字佩青，河南兰封人，中国近代哲学家、教育家。原国立西北大学校长、省立安徽大学校长。

## 生平
傅铜早年为开封府廪生，后毕业于河南大学堂，获清政府授予举人称号。1905年考取河南官费留学日本，毕业于东京巢鸭弘文学院、东洋大学哲学伦理学系。1913年又赴英国留学，先后就读于牛津大学、伯明翰大学，1917年获伯明翰大学硕士学位。在英国期间，他曾师从著名哲学家伯特兰·罗素。后在蔡元培邀请下回国任教于北京大学。1920年罗素访华期间，傅铜陪同并担任翻译。他于1921年创办的《哲学》季刊是中国第一本哲学杂志。1924年至1925年间，出任国立西北大学校长。后又任国立北京女子师范大学教务长、国立北平大学女子文理学院教授等职。1930年，他在省立河南大学校长张仲鲁邀请下，回故乡开封担任河南大学文学院首任院长。1934年至1935年间，任省立安徽大学校长。抗日战争期间在北平居住，任教于中国大学、中法大学、华北学院等校。1948年加入中国民主同盟。
中华人民共和国成立后，傅铜于1950年被评为一级教授，并任民盟中央委员。1956年任中国科学院哲学研究所特约研究员。1961年被聘为中央文史研究馆馆员。

## 家庭
傅铜的夫人韩升华来自“天津八大家”之一的“天成号韩家”。清华大学校长梅贻琦、国民革命军将领卫立煌皆为傅铜的连襟。